# Cordshagen (Blankenhagen)
Cordshagen ist ein Dorf im nördlichen Mecklenburg. Es ist Ortsteil der Gemeinde Blankenhagen im Landkreis Rostock. Der Ort liegt etwa zwei Kilometer südwestlich des Hauptortes in waldreicher Umgebung. 

## Geschichte
Der Ort entstand als Rodungssiedlung. Seinen Namen erhielt er von dem mit der Rodung beauftragten Lokator Cordes. Nachdem es bereits seit Mitte der 1930er Jahre Überlegungen zur Auflösung der selbständigen Gemeinde gab, wurde sie zum 1. Juli 1950 nach Mandelshagen eingemeindet. Mit dessen Auflösung kam der Ort am 1. Januar 2012 nach Blankenhagen.  

### Bevölkerungsentwicklung
| Jahr          | 1845 | 1910 | 1933 | 1939 | 1949 |
| Einwohnerzahl | 0049 | 0089 | 0054 | 0087 | 0087 |